# Tam An (Quảng Nam)
Tam An is een xã in het district Phú Ninh, een van de districten in de Vietnamese provincie Quảng Nam. Tam An heeft ruim 6900 inwoners op een oppervlakte van 9,25 km².

## Geografie en topografie
Tam An ligt in het noorden van Phú Ninh. In het noorden grenst het aan xã Bình An in huyện Thăng Bình en in het oosten aan Tam Thăng in de stad Tam Kỳ. De andere aangrenzende xã's zijn Tam Dân, Tam Phước en Tam Thành.

## Verkeer en vervoer
Een van de belangrijkste verkeersaders is de Quốc lộ 1A. Deze weg verbindt Lạng Sơn met Cà Mau. Deze weg is gebouwd in 1930 door de Franse kolonisator. De weg volgt voor een groot gedeelte de route van de AH1. Deze weg Aziatische weg is de langste Aziatische weg en gaat van Tokio in Japan via verschillende landen, waaronder de Volksrepubliek China en Vietnam, naar Turkije. De weg eindigt bij de grens met Bulgarije en gaat vervolgens verder als de Europese weg 80.
Ook de Spoorlijn Hanoi - Ho Chi Minhstad gaat door Tam An. In Tam An staat station An Mỹ, het enige spoorwegstation in Phú Ninh.

## Cultuur en toeristische bezienswaardigheden
In het noorden van Tam An, vlak bij de Quốc lộ 1A staat het graf van Trần Văn Dư, een keizer van de Nguyen-dynastie. Vlak bij het graf staan ook de Chiên Đàntorens. Deze torens zijn nog overblijfselen van het Koninkrijk Champa. In totaal zijn het drie torens, die typisch zijn voor de architectonische overblijfselen van de Champacultuur. Dergelijke torens staan ook in Tam Xuân 1 in Núi Thành.